# 金堀町
金堀町（かねほりちょう）は、千葉県船橋市の地名。郵便番号274-0054。

## 地理
船橋市北東部に位置する。北西で豊富町、西で神保町、南で 楠が山町、南東で古和釜町、東で八千代市吉橋と隣接する。特に造成はされておらず、旧集落と農地・山林で構成されている。木戸川が南部を流れており、中央には金堀川・西端には神保川がそれぞれ流れている。

## 歴史
1889年（明治22年）の町村制施行により豊富村が成立するとその大字となり、1955年（昭和30年）に船橋市金堀町になった。

### 地名の由来
「金堀」は、江戸時代の文書や道標にも見られ、古来からの呼び方で、その語源については、金を掘った所から名づけられたという話がある。奈良時代に百済敬福が下総国司であった時、金の試掘をした所というまことしやかな説もある。しかし、百済敬福は上総国司であるし、当地方から金が産出された話はないので、金の字に付会した説といえる。金堀は簡易な製鉄の「野たたら」やあるいは砂鉄に関係する地名かと想像できるが、現時点では、はっきりしていない。

## 世帯数と人口
2017年（平成29年）11月1日現在の世帯数と人口は以下の通りである。
| 町丁   | 世帯数  | 人口  |
| ------ | ------- | ----- |
| 金堀町 | 557世帯 | 941人 |

## 小・中学校の学区
市立小・中学校に通う場合、学区は以下の通りとなる。
| 番地 | 小学校             | 中学校             |
| ---- | ------------------ | ------------------ |
| 全域 | 船橋市立豊富小学校 | 船橋市立豊富中学校 |

## 施設
- ふなばしアンデルセン公園
- 船橋市立船橋特別支援学校
- 健仁会船橋北病院
- 金堀城跡
- 大久保学園 - 知的障害者の支援を行う社会福祉法人。
- こども美術館